# Hvolsvöllur
Hvolsvöllur ([ˈkʰvɔl̥sˌvœtl̥ʏr̥]) es un pueblo situado en el suroeste de Islandia, a una distancia de Reykiavik de 106 kilómetros. Se encuentra en las marismas de Landeyjar, en el municipio de Rangárþing eystra.

## Características
La ruta Hringvegur pasa por la localidad. La población del resto del distrito es de 600 personas más.
Cerca de Hvolsvöllur hay un aeródromo que ofrece vuelos a Vestmannaeyjar y Þórsmörk, un valle bajo del glaciar de Mýrdalsjökull, se encuentra en las proximidades.
Esta zona de Islandia es escenario de una de las sagas islandesas más famosas, la saga de Njál. Hvolsvöllur cuenta con un centro de estudio dedicado a esta y a otras sagas.
En 2010 las erupciones de Eyjafjallajökull provocaron la evacuación del área circundante, por lo que muchos se desplazaron a Hvolsvöllur, donde la Cruz Roja había preparado centros de acogida.
Stórólfshvolskirkja es una iglesia protestante de madera en Hvolsvöllur construida en 1930. En el interior que fue coloreado en 1955 hay un retablo creado por Þórarin B. Þorláksson, un artista islandés conocido, en 1914. El retablo demuestra la bendición de los niños por Jesús.
La aldea Keldur, que se compone de varias casas históricas de turba renovades entre 1998 y 1999, se ubica en el norte de Hvolsvöllur y es conocida por su iglesia de madera de 1875.

## Galería

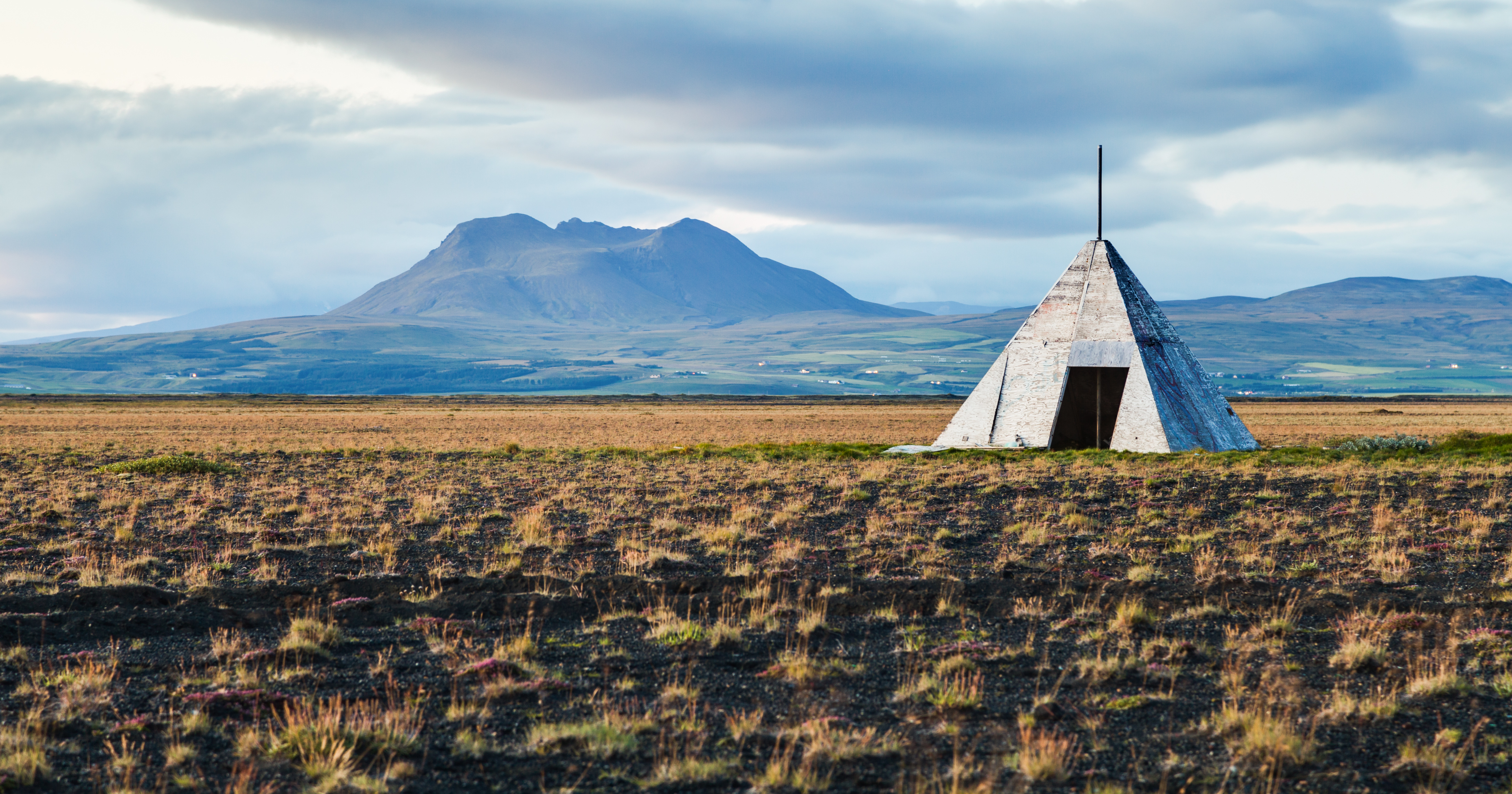
Paisaje en las cercanías de Hvolsvöllur
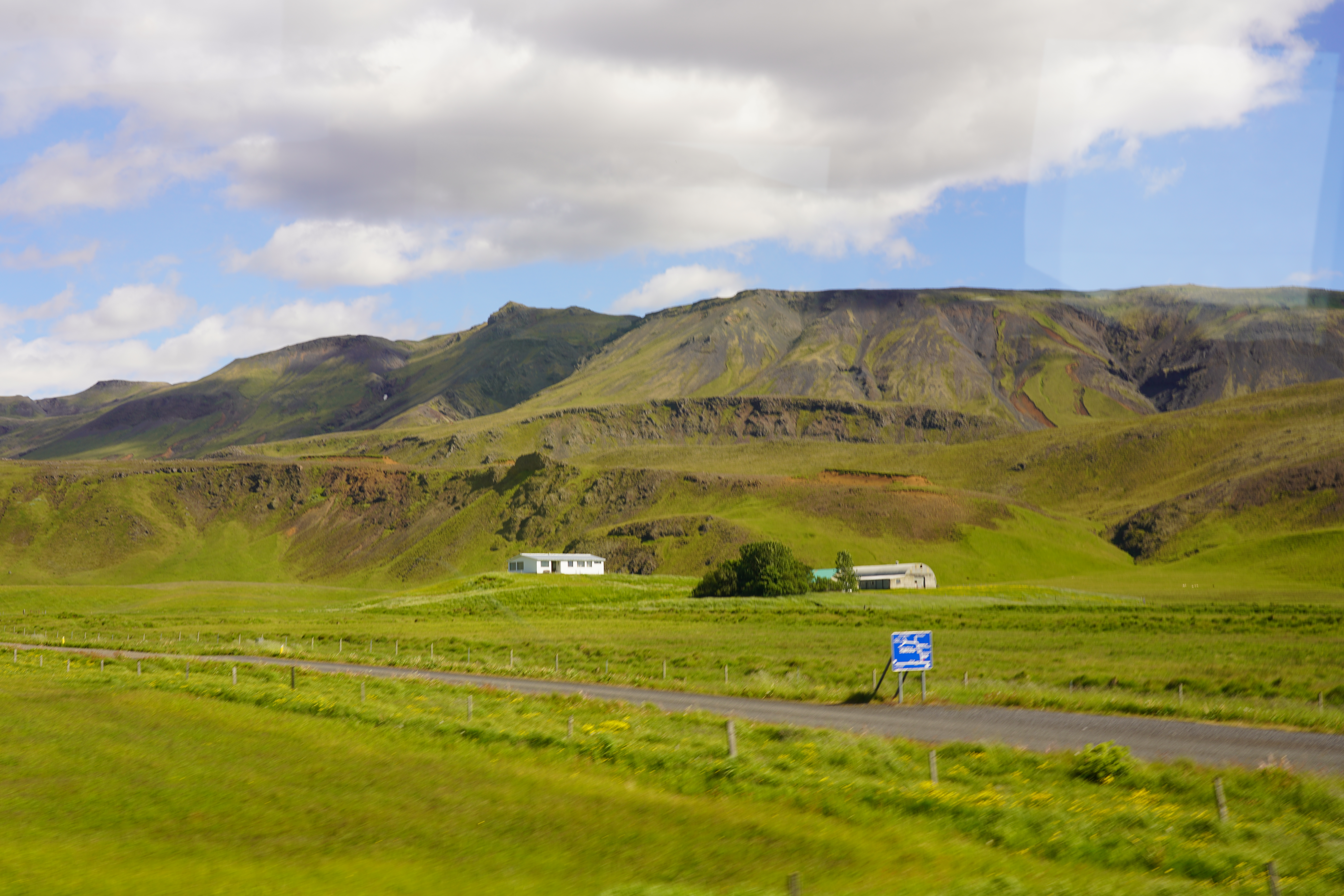
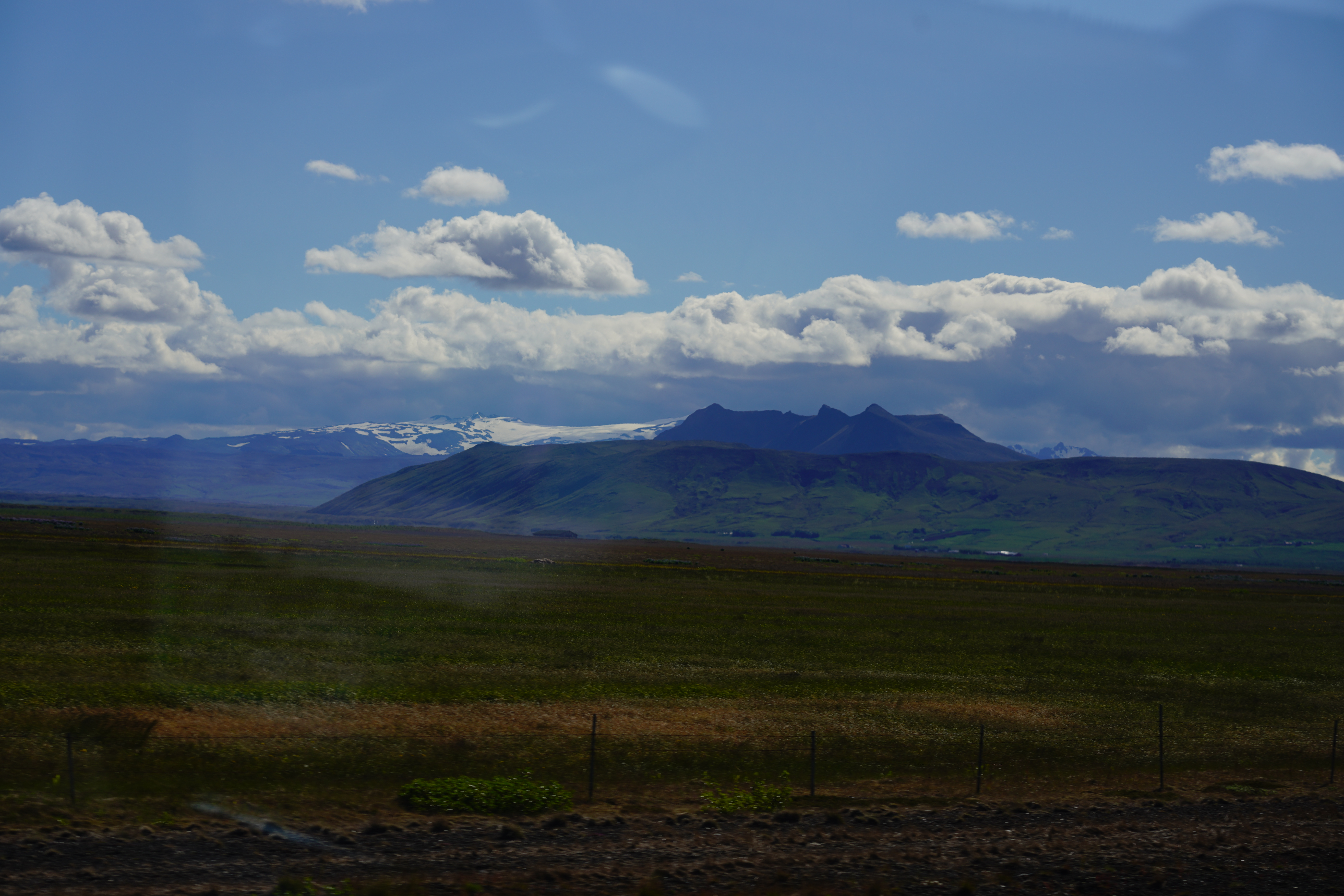
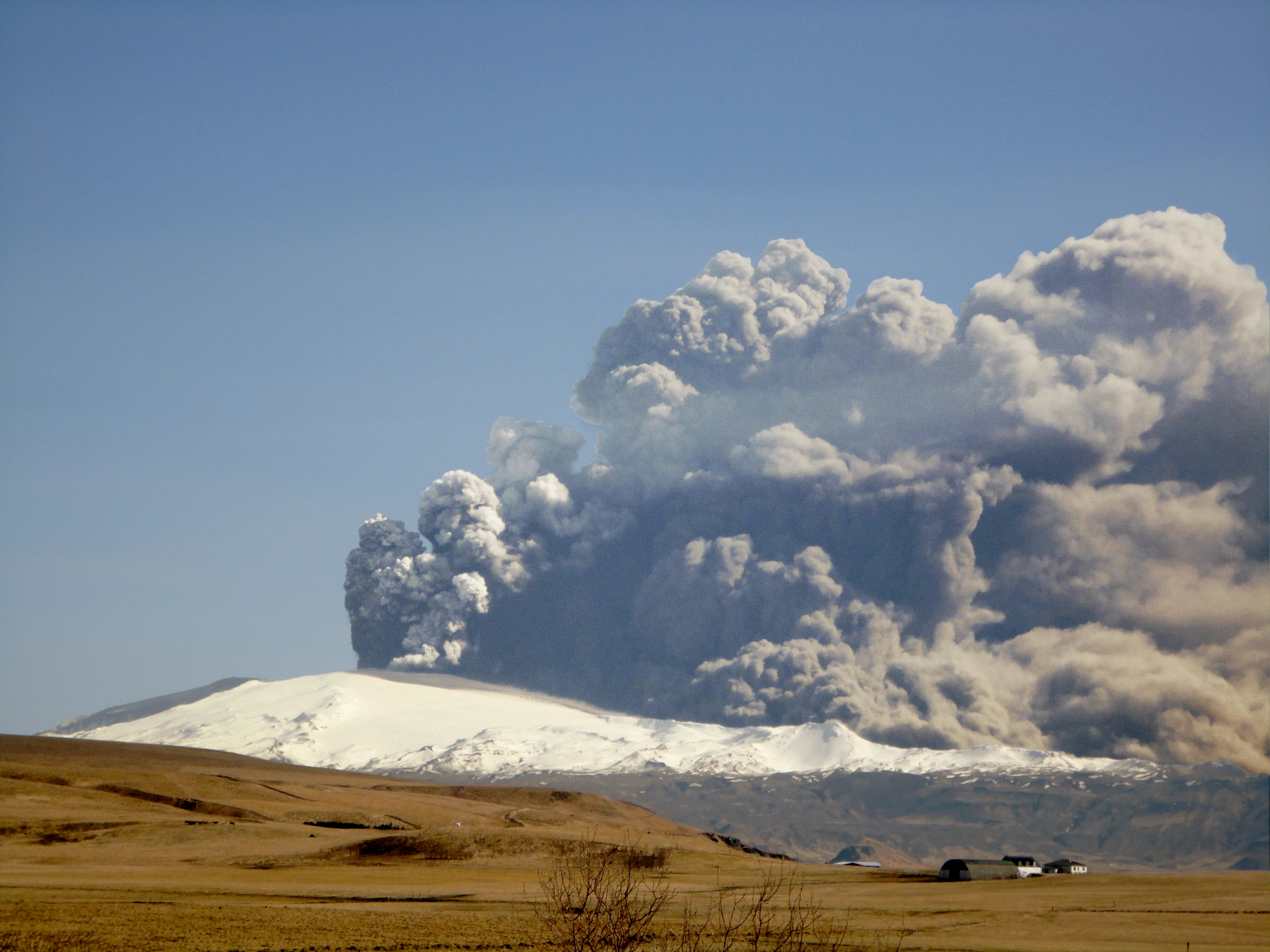
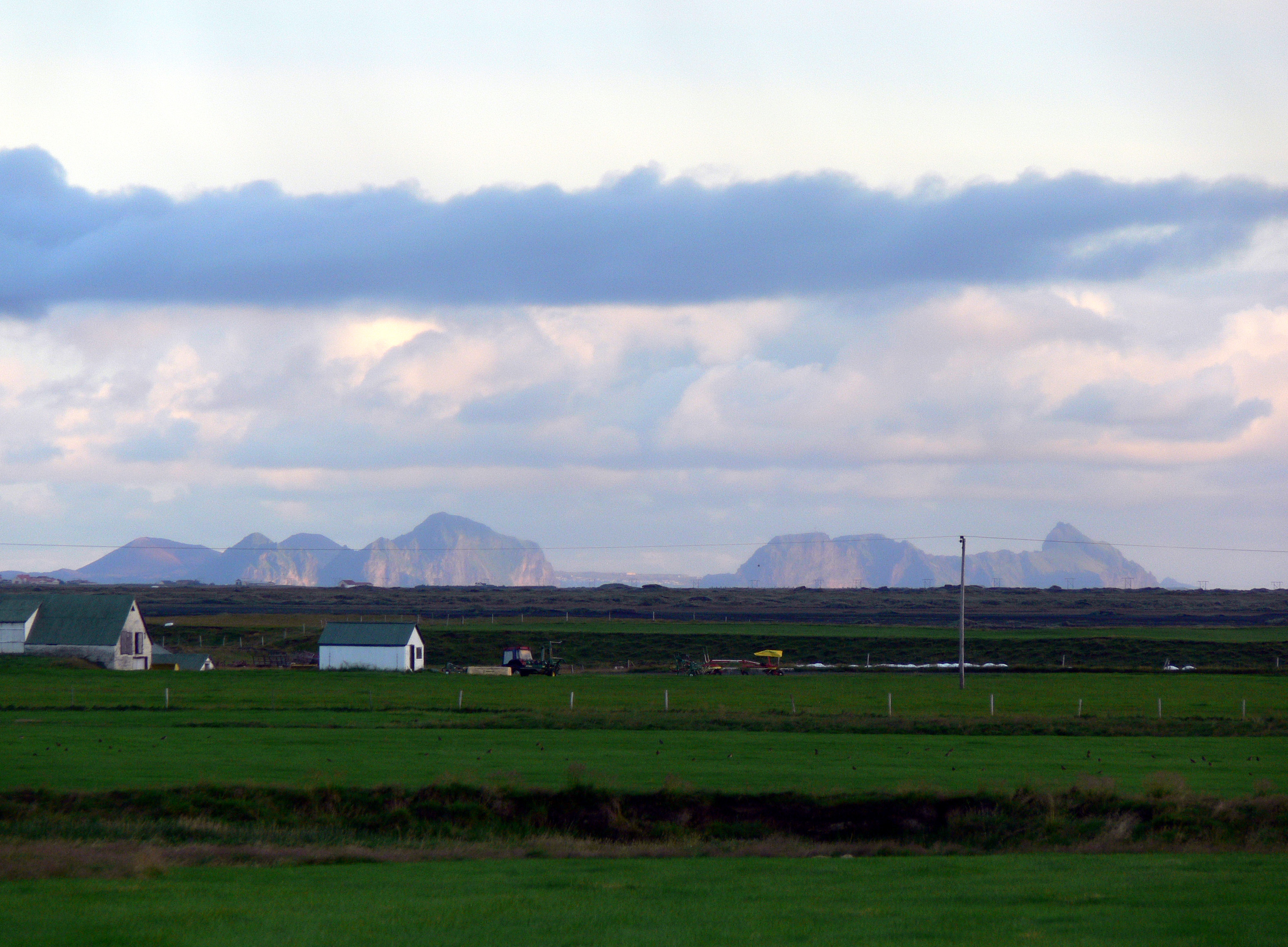